# Catulus
Catulus — рід грибів. Назва вперше опублікована 1978 року.

## Класифікація
До роду Catulus відносять 1 вид:
- Catulus aquilonius